# Janete Mayal
Janete Mayal (Rio de Janeiro, 19 de julho de 1963) é uma corredora de longa distância brasileira. Ela competiu na maratona feminina nos Jogos Olímpicos de Verão de 1992, realizados em Barcelona, na Espanha. Ela venceu a Maratona Internacional de São Paulo de 1996.